# Cathy Sproule
Pour les articles homonymes, voir Sproule.
Cathy Sproule  est une femme politique provinciale canadienne de la Saskatchewan. Elle représente la circonscription de Saskatoon Nutana à titre de députée du Nouveau Parti démocratique de 2011, à 2020.

## Biographie
Née à Lafleche en Saskatchewan, Sproule est critique de l'opposition en matière d'agriculture, d'affaires rurales, d'environnement, de SaskPower, de tourisme, parcs, sports, culture & sport, de la Saskatchewan Crop Insurance, d'affaires francophones et de secrétariat provincial.